# APBA3
APBA3‏ (Amyloid beta precursor protein binding family A member 3) هوَ بروتين يُشَفر بواسطة جين APBA3 في الإنسان.